# Svámí Vivékánanda
Svámí Vivékánanda (rodným jménem Narendranáth Datta; 12. leden 1863 – 4. červenec 1902) byl indický filozof, zpěvák a básník, klíčová postava moderního hinduismu a indického nacionalismu 19. století. 

## Život
Narodil se v rodině právníka, v prostředí nakloněném západnímu vzdělání. V náboženství měla na něj vliv společnost Bráhmasamádža ovlivněná unitářstvím, dále se zajímal o Teosofickou společnost.  Byl žákem Šrí Rámakršny. Den jeho narození je v Indii od roku 1985 státním svátkem, tzv. Národním dnem mládeže, neboť Vivékánanda má být inspirací zejména pro mladé. Své texty psal v angličtině a bengálštině. Svámí Vivékánanda sehrál klíčovou úlohu při šíření jógy a védánty do západní civilizace, zejména v USA. Účastnil se Parlament náboženství světa roku 1892 s idejí spolupráce indické filosofie a západní civilizace. V letech 1899 a 1900 se do USA ještě vrátil s přednáškovým turné.
Byl předchůdcem Paramhansy Jógánandy.

### Česká vydání
Vivékánandovy spisy připravil k českému vydání Karel Weinfurter. 

- Budoucnost duchovního člověka (Zmatlík a Palička 1919, 2. vydání 1921)
- Karma yoga (Zmatlík a Palička 1920, 2. vydání 1921, 3. vydání Psýché 1991)
- Jogická filosofie: přednášky (z roku 1895, vyd. 1924)
- Radža jóga (1925)
- Slova o cestě lásky (Avatar 1996)
- Čtyři knihy o józe (Fontána 2006)